# AC Monza
Az Associazione Calcio Monza egy olasz labdarúgóklub Monzában. A klub 2022–23-tól a Serie A-ban szerepel.

## Keret

### Jelenlegi keret
2022. július 15-i állapotnak megfelelően.
| #  |     | Poszt | Név                                                  |
| -- | --- | ----- | ---------------------------------------------------- |
| 2  | ITA | V     | Giulio Donati                                        |
| 4  | ITA | KP    | Luca Mazzitelli                                      |
| 5  | ITA | V     | Luca Caldirola                                       |
| 7  | EQG | KP    | José Machín                                          |
| 8  | ITA | KP    | Andrea Barberis                                      |
| 9  | DEN | CS    | Christian Gytkjær                                    |
| 10 | ITA | KP    | Mattia Valoti                                        |
| 11 | ITA | CS    | Leonardo Mancuso                                     |
| 13 | POR | V     | Pedro Pereira                                        |
| 16 | ITA | K     | Michele Di Gregorio                                  |
| 18 | ITA | V     | Davide Bettella                                      |
| 20 | GRE | KP    | Andónisz Sziatúnisz                                  |
| 26 | BUL | V     | Valentin Antov                                       |
| 28 | ITA | KP    | Andrea Colpani                                       |
| 30 | BRA | V     | Carlos Augusto                                       |
| 32 | ITA | KP    | Matteo Pessina (; kölcsönben az Atalanta csapatától) |

| #  |     | Poszt | Név                                                     |
| -- | --- | ----- | ------------------------------------------------------- |
| 34 | ITA | V     | Luca Marrone                                            |
| 47 | POR | CS    | Dany Mota                                               |
| 77 | ITA | KP    | Marco D'Alessandro                                      |
| 79 | ITA | KP    | Salvatore Molina                                        |
| 80 | ITA | CS    | Samuele Vignato                                         |
| 84 | ITA | CS    | Patrick Ciurria                                         |
|    | ITA | K     | Alessio Cragno (kölcsönben a Cagliari csapatától)       |
|    | ITA | K     | Alessandro Sorrentino                                   |
|    | ITA | V     | Armando Anastasio                                       |
|    | ITA | V     | Samuele Birindelli                                      |
|    | ITA | V     | Andrea Carboni                                          |
|    | ITA | V     | Andrea Ranocchia                                        |
|    | ITA | KP    | Tommaso Morosini                                        |
|    | ITA | KP    | Stefano Sensi (kölcsönben az Internazionale csapatától) |
|    | ITA | CS    | Davide Diaw                                             |
|    | CRO | CS    | Mirko Marić                                             |

### Kölcsönben
2022. július 15-i állapotnak megfelelően.
| # |     | Poszt | Név                                |
| - | --- | ----- | ---------------------------------- |
|   | ITA | K     | Stefano Rubbi (a Lecco csapatánál) |

| # |  | Poszt | Név |
| - |  | ----- | --- |